# Aplauso
Aplauso est une émission télévisée espagnole musicale diffusée sur la chaîne de télévision La 1, entre 1978 et 1983.

## Production
Contrairement à d'autres programmes contemporains comme Popgrama (1977), de Carlos Tena et Moncho Alpuente, ou plus tard Musical Express (1980), d'Àngel Casas, Aplauso n'explore pas de nouvelles tendances minoritaires et alors novatrices, comme le punk, mais se concentre plutôt sur la diffusion de la musique la plus commerciale et celle qui était en tête des ventes, et est considéré comme un représentant du phénomène alors naissant des fans.

## Présentateurs
Dans un premier temps (pendant l'été 1978), José Luis Uribarri est lui-même devant les caméras, accompagné de María Salerno, Isabel Luque et Isabel Borondo, avec José Luis Fradejas dans la section La juventud baila. En octobre 1978, Uribarri se consacre uniquement à la réalisation et les présentateurs changent : Luque et Salerno partent, Eva Gloria (qui ne participe qu'à quelques émissions) et Silvia Tortosa arrivent, et en 1979, Mercedes Rodríguez et Elena Gutiérrez arrivent. Cette même année, un DJ arrive dans l'émission, Nacho Dogan, qui apparaît le visage entièrement peint en blanc et anime le mini-espace La marcha de Nacho. Pendant ce temps, la jeune actrice Ana María Molano, de La Mansión de los Plaff, présente la page des enfants.
Au début de l'année 1981, la présentation est totalement rénovée. Seuls Fradejas et Dogan restent, et María Casal (qui restera dans le programme jusqu'à la fin) et Amparo Larrañaga, qui sera remplacée quelques mois plus tard par Adriana Ozores, sont embauchées. Au cours de cette période, de nouveaux directeurs apparaissent : José María Morales et Mauricio Romero. 